# Відбиття хвиль від границь
Коли об'єкт, як м'яч, кинутий в тверду стінку він відскакує назад. Це «відображення» об'єкта може бути проаналізоване з точки зору збереження імпульсу і енергії. Якщо зіткнення між кулею і стінкою абсолютно еластичне, то вся енергія і імпульс відбивається, і м'яч відскакує назад з тією ж швидкістю. Якщо зіткнення є нееластичним, то стінка (або куля) поглинає частину енергії і імпульсу, і м'яч не відскакує назад з тією ж швидкістю.
Хвилі також несуть енергію і імпульс, і всякий раз, коли хвиля зустрічає перешкоду, вона відбивається від перешкоди. Відбиття хвиль відповідають за луна-сигнали, радар-детектори, а також за забезпечення можливості стоячих хвиль, які так важливі для створення звуку в музичних інструментах.

## Хвильовий імпульс який перемішається на "стрічці"

Анімація зверху показує хвильовий імпульс, який переміщається по стрічці. Швидкість, з якою хвиля імпульсу проходить уздовж стрічки залежить від пружності, відновлювальної сили натягу (Т) і інерції (маса на одиницю довжини, μ) відповідно до: {\displaystyle c=\surd (T/\mu )}

## Відображення від жорсткої границі

Ця анімація показує хвильовий імпульс на стрічці яка рухається зліва направо по напрямку до жорстко закріпленої стінки. У міру того як хвиля імпульсу наближається до закріпленого кінця, сила внутрішнього відновлення, яка дозволяє хвилі поширюватися створює спрямовану вгору силу на кінці стрічки. Але, так як стінка є затиснутою, вона не може рухатися. Згідно з третім законом Ньютона, стіна повинна надавати однакове зусилля, спрямоване вниз на кінці стрічки. Ця нова сила створює імпульс, який поширюється справа наліво, з тією ж швидкістю і амплітудою, падаючою хвилею, але з протилежного полярністю (вгору дно).

## Відображення від м'якої границі

Тут показано хвильовий імпульс на стрічці, який рухається зліва направо по напрямку до кінця, який може вільно переміщатися по вертикалі . Чиста вертикальна сила на вільному кінці повинна дорівнювати нулю. Це гранична умова математично еквівалентно тому, що нахил зміщення стрічки рівний нулю на вільному кінці. Відбита хвиля імпульс поширюється справа наліво, з тією ж швидкістю і амплітудою, падаючої хвилі, і з тієї ж полярності (правим боком догори).

## Відображення від стрибка повного опору
Коли хвиля зустрічає границю, яка не є ні жорсткою, ні м'якою, але замість того, а якоюсь середньою між двома попердніми, частина хвилі відбивається від границі і частина хвилі передається через границю. Точна поведінка відображення і пропускання залежить від властивостей матеріалу по обидва боки границі. Однією з важливих властивостей є повний характеристичний опір матеріалу. Повний характеристичний опір є продуктом масової щільності і швидкості хвилі, Z = ρ с. Якщо хвиля з амплітудою ξ1 в середовищі 1 зустрічає граничні із середовищем 2, амплітуди відбитої хвилі задається: {\displaystyle \xi _{r}=(Z_{1}-Z_{2})/(Z_{1}+Z_{2})\xi _{1}}
і амплітуда хвилі передається в середовище 2 задається: {\displaystyle \xi _{2}=2Z_{1}/(Z_{1}+Z_{2})\xi _{1}}
У показаних нижче анімаціях, дві стрічки різної щільності з'єднані так, що вони мають однакову силу. Щільність μ товстої струни 4 рази більша, ніж в тонкій струні.

## Перехід від високої швидкості до низької швидкості (низької щільності до високої щільності)

У цій анімації падаюча хвиля переміщається з області низької щільності (висока швидкість хвилі) в напрямку високої щільності (низька швидкість хвилі) області.

## Перехід від низької швидкості до високої швидкості (високої щільності до низької щільності)

Тут падаюча хвиля переміщається з області з високою щільністю (низька швидкість хвилі) в напрямку низької щільності (висока швидкість хвилі) області.